# Drążarka

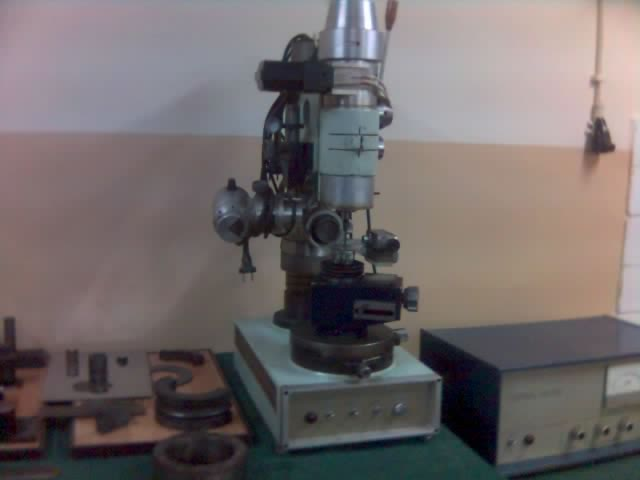
Drążarka ultradźwiękowa

Drążarka - obrabiarka służąca do usuwania materiału wykorzystując zjawisko erozji. Metody erozyjne są wysoko energetyczne, przez co są wykorzystywane w miejscach, gdzie obróbka skrawaniem byłaby trudna lub wręcz niemożliwa np. wykonanie otworu o średnicy 0,05 mm, usuwanie materiału z wewnętrznych narożników przedmiotu, obróbka bardzo twardych materiałów. 
Elektrodrążarki działają na zasadzie elektrodrążenia. Można nimi obrabiać tylko materiały, które są przewodnikami prądu elektrycznego, jak węgliki spiekane, stal (w tym również hartowaną), oraz inne metale. Usuwany materiał jest odwzorowaniem narzędzia - elektrody, oraz jego ruchu względem przedmiotu obrabianego. Elektrody wykonywane są z materiałów bardzo dobrze przewodzących prąd (miedź, mosiądz, grafit) dzięki czemu ich zużycie jest znacznie mniejsze niż przedmiotu obrabianego.
Drążarki ultradźwiękowe umożliwiają obróbkę materiałów będących izolatorami elektrycznymi jak diament i ceramika.